# Aspres (regione)
Le Aspres sono una piccola regione naturale del dipartimento francese dei Pirenei Orientali, il cui capoluogo è la città principale di Thuir (Tuïr in catalano).
Esse costituiscono i contrafforti orientali del Massiccio del Canigou, della catena montuosa dei Pirenei, e sono situate tra la piana del Rossiglione, la regione naturale del Vallespir e quella del Conflent.

## Municipi

### Lista dei Comuni
Nel Nomenclatore toponimico della Catalogna del Nord, s'introduce come una comarca differenziata dal Rossiglione per «la sua realtà geografica e storica diversa, nell'ottica nord-catalana»
Secondo il Nomenclatore, le Aspres incorporavano fino al 2015 soltanto una parte del cantone di Thuir o di Tuïr:
Composizione della Comunità che raggruppa 19 comuni:
| Comune, in francese ed in catalano                      | Codice INSEE | Cantone | Popolazione (2012) | Superficie (km²) | Densità (hab./km²) |
| ------------------------------------------------------- | ------------ | ------- | ------------------ | ---------------- | ------------------ |
| Banyuls-dels-Aspres : Banyuls dels Aspres               | 66015        | Aspres  | 1237               | 10,53            | 117                |
| Brouilla : Brullà                                       | 66026        | Aspres  | 1155               | 7,83             | 148                |
| Caixas : Queixàs                                        | 66029        | Aspres  | 133                | 28,11            | 4,7                |
| Calmeilles : Calmella                                   | 66032        | Aspres  | 65                 | 13,22            | 4,9                |
| Camélas : Cameles                                       | 66033        | Aspres  | 417                | 12,72            | 33                 |
| Castelnou : Castellnou dels Aspres                      | 66044        | Aspres  | 350                | 19,28            | 18                 |
| Fourques : Forques                                      | 66084        | Aspres  | 1169               | 9,39             | 124                |
| Llauro : Llauró                                         | 66099        | Aspres  | 316                | 8,34             | 38                 |
| Montauriol : Montoriol                                  | 66112        | Aspres  | 208                | 11,10            | 19                 |
| Oms : Oms                                               | 66126        | Aspres  | 326                | 18,53            | 18                 |
| Passa : Paçà                                            | 66134        | Aspres  | 693                | 13,47            | 51                 |
| Sainte-Colombe-de-la-Commanderie : Santa Coloma de Tuïr | 66170        | Aspres  | 140                | 4,74             | 30                 |
| Saint-Jean-Lasseille : Sant Joan la Cella               | 66177        | Aspres  | 1124               | 2,89             | 389                |
| Terrats : Terrats                                       | 66207        | Aspres  | 668                | 7,32             | 91                 |
| Thuir : Tuïr                                            | 66210        | Aspres  | 7189               | 19,90            | 361                |
| Tordères : Torderes                                     | 66211        | Aspres  | 166                | 9,91             | 17                 |
| Tresserre : Tresserra                                   | 66214        | Aspres  | 918                | 11,21            | 199                |
| Trouillas : Trullars                                    | 66217        | Aspres  | 1875               | 17,01            | 110                |
| Villemolaque : Vilamulaca                               | 66226        | Aspres  | 1191               | 6                | 199                |

INSEE (1999), GREC i  Nomenclàtor de la Catalunya Nord (PDF) (archiviato dall'url originale il 7 febbraio 2012)